# Perry A. Chapdelaine
Perry Anthony Chapdelaine Sr. (geboren als Perry Anthony Fabio am 6. Februar 1925 in Saint Paul, Minnesota; gestorben am 24. November 2015) war ein amerikanischer Science-Fiction-Autor, Herausgeber und Scientologe.

## Leben
Perry Anthony Fabio war der Sohn von Anthony Louis Fabio und Beatrice Etta, geborene Perry. Nachdem sein Vater starb, als Perry sechs Jahre alt war, heiratete seine Mutter den Uhrmacher George Herbert Chapdelaine. Als Perry 21 war, nahm er den Namen des Stiefvaters an, verwendete aber in späteren Jahren Anthony di Fabio als Autorennamen für seine Bücher über Arthritis.
Er wuchs in Mason City, Iowa auf und studierte an der University of Minnesota und, nachdem er 1944 zur US Army gegangen war, Ingenieurwissenschaften an der University of West Virginia. Nach Ende des Zweiten Weltkrieges wurde er entlassen und studierte weiter am Iowa State Teachers College, wo er 1947 einen B. A. in Mathematik machte. Danach besuchte er das George Peabody College for Teachers, wo er 1949 mit einem M. A. in Mathematik und Psychologie abschloss.
Chapdelaine war schon seit seiner Jugend ein begeisterter Leser von Science Fiction und insbesondere von Astounding, dem von John W. Campbell herausgegebenen legendären SF-Magazin.
Im Mai 1950 erschien dort ein Artikel des Scientology-Gründers L. Ron Hubbard mit dem Titel Dianetics: The Evolution of a Science. Kurz darauf erschien Hubbards Dianetics, the Modern Science of Mental Health und Champdelaine bestellte es sofort.
Er las es und beschloss, Dianetik-Auditor zu werden. Der entsprechende Kurs fand in New Jersey statt und kostete 500 Dollar. Er verkaufte seine Lebensversicherung, lud Weib und neugeborenes Kind bei den Schwiegereltern in Mobile, Alabama ab und fuhr quer durch das Land nach New Jersey.
Nach abgeschlossenem Kurs kehrte Chapdelaine nach Alabama zurück und versuchte dort ein dianetisches Studienzentrum aufzubauen, allerdings mit geringem Erfolg. 1951 zog er mit der Familie nach Wichita Falls, wohin die Hubbard Research Foundation verlegt worden war, und begann als Auditor und als Sekretär der Association of Hubbard Dianetic Auditors zu arbeiten. In den folgenden Jahren arbeitete Chapdelaine weiter als Auditor in verschiedenen Städten der USA, zuletzt in Phoenix, Arizona. 1954 beschloss er jedoch, die Scientology-Laufbahn zu verlassen, da sein Auditing die materiellen Bedürfnisse seiner stetig wachsenden Familie auf die Dauer nicht decken konnte.
1954 kehrte die Familie nach Mobile zurück. Chapdelaine fand dort einen Job im Mobile Air Material Area, einem Logistikzentrum der US Air Force. Er wechselte bald in eine Abteilung, die sich mit dem Einsatz von Computern bei der Air Force im Bereich Logistik und Qualitätssicherung befasste. 1962 wurde das zehnte Kind geboren.
1964 zog er mit der Familie nach Nashville, Tennessee, wo er als Mathematiklehrer an einer High School arbeitete und Abendkurse an der University of Tennessee gab. 1966 erhielt er an der Tennessee State University eine Stelle als Assistant Professor für Mathematik.
1967 war in dem Science-Fiction-Magazin If eine erste Kurzgeschichte von Chapdelaine erschienen, To Serve the Masters. Weitere folgten, darunter eine Serie Spork of the Ayor mit sechs Erzählungen, die von 1969 bis 1978 erschienen und 1978 als Fix-up gesammelt in einem Band.
Nach einer Auseinandersetzung verlor er 1970 seine Stelle an der Universität und versuchte, mit verschiedenen Jobs seine Familie durchzubringen.
1974 erschien ein erster Roman, Swampworld West, und 1977 ein zweiter, The Laughing Terran. Doch sein Versuch, Science-Fiction-Autor im Hauptberuf zu werden, scheiterte an einer Arthritis, die ihn Ende der 1970er Jahre immer stärker zu belasten begann und ihm das Schreiben unmöglich machte.
Durch eine Kombination von Selbst-Auditing und einer auf den Theorien des englischen Arztes Roger Wyburn-Mason beruhenden medizinischen Behandlung gelang es ihm Heilung zu finden. 1982 wurde er einer der Mitbegründer des Arthritis Trust of America und schrieb in den folgenden Jahren eine Reihe von Büchern über Arthritis und ihre Behandlung. Mehrere seiner Kinder, insbesondere sein Sohn Anthony Chapdelaine (geboren 1950), sind in dieser Organisation bis heute in leitender Position.
Zusammen mit George Hay und Tony Chapdelaine unternahm Chapdelaine es, die Briefe von John W. Campbell herauszugeben. Von dieser Ausgabe sind bislang zwei Bände erschienen. Der erste, 1985 erschienene Band wurde 1986 in der Kategorie Sachbuch für den Hugo Award nominiert, bei den Locus Awards 1987 kam er auf den dritten Platz.

## Bibliografie
Spork of the Ayor (Kurzgeschichten)
- 1 Spork of the Ayor (in: If, April 1969)
- 2 Spork and the Beast (in: If, May 1969)
- 3 Spork Conquers Civilization (in: If, July 1969)
- 4 Spork and the Ruby Galaxy (1978, in: Perry Chapdelaine: Spork of the Ayor)
- 5 Spork and the Galactic Council (1978, in: Perry Chapdelaine: Spork of the Ayor)
- 6 Baby I and Spork’s Dilemma, The Beast and the Bio-Logs (1978, in: Perry Chapdelaine: Spork of the Ayor)
- Spork of the Ayor (1978, Sammlung)

Romane
- Swampworld West (1974)
- The Laughing Terran (1977)

Kurzgeschichten
- To Serve the Masters (in: If, September 1967)
- We Fused Ones (in: If, July 1968)
- Initial Contact (in: Analog Science Fiction/Science Fact, May 1969)
- Brood World Barbarian (in: If, September 1969)
- To The Last Rite! (in: If, October 1969)
- Breathe! Breathe! Oh God, How I Would Breathe! (1970, in: Christopher Evans (Hrsg.): Mind in Chains)
- Culture Shock (in: Analog Science Fiction/Science Fact, May 1971)
- Charley (1974, in: George Hay (Hrsg.): Stopwatch)
- The Return of Prince John Israel Mcwayizeni Shaka (1979, in: George Hay (Hrsg.): Pulsar 2)

Herausgeber
- The John W. Campbell Letters, Volume 1 (1985; mit George Hay und Tony Chapdelaine)
- The John W. Campbell Letters with Isaac Asimov and A. E. van Vogt, Volume 2 (1993; mit Tony Chapdelaine und George Hay)

Bücher über Arthritis (als Anthony di Fabio)
- Rheumatoid Diseases Cured at Last (1985)
- the Art of Getting Well! : Rheumatoid Arthritis Cured at Last!! (1988)
- Arthritis : Little Known Treatments (1995)
- Arthritis : About Osteoarthritis and Rheumatoid Disease, Including Rheumatoid Arthritis (2015; mit Gus J. Prosch)